# Eduardo Miguel Méndez
Eduardo Miguel Méndez (Santa Fe, Santa Fe, Argentina, 17 de agosto de 1952) es un exfutbolista argentino que jugaba como delantero.

## Trayectoria

### Newells
Méndez debutó con la camiseta de Newells en 1972. En la lepra tuvo un corto paso.

### Deportivo Maipú
En 1973 se mudó a Mendoza y se sumó a Deportivo Maipú.

### Independiente Rivadavia
Méndez llegó a Independiente Rivadavia como refuerzo de cara al Nacional 1973.

### Independiente
En 1974 pasó a Independiente. Fue parte del plantel que se coronó campeón de la Copa Libertadores.

### Atlético Tucumán
En el año 1975 viajó a San Miguel de Tucumán y se unió a Atlético Tucumán. Con el decano se consagró campeón de la Liga Tucumana y disputó el Nacional 1975.

### Godoy Cruz
En 1976 volvió a Mendoza, para jugar en Godoy Cruz. Jugó en el tomba por un año.

### Los Andes de San Juan
En 1977 pasó a Los Andes de San Juan. Con el equipo sanjuanino jugó el Nacional 1977.

### Gimnasia de Mendoza
En 1978 se sumó a Gimnasia de Mendoza. Con el lobo se coronó tricampeón de la Liga Mendocina desde 1980 hasta 1982.

### Andes Talleres
En 1983 pasó a Andes Talleres. En el equipo de Godoy Cruz jugó un año.

### Peñarol de San Juan
En 1984 se unió a Peñarol de San Juan. En el equipo de San Juan jugó sus últimos partidos como futbolista.

## Clubes
| Club                    | País      |
| ----------------------- | --------- |
| Newells                 | Argentina |
| Deportivo Maipú         | Argentina |
| Independiente Rivadavia | Argentina |
| Independiente           | Argentina |
| Atlético Tucumán        | Argentina |
| Godoy Cruz              | Argentina |
| Los Andes de San Juan   | Argentina |
| Gimnasia de Mendoza     | Argentina |
| Andes Talleres          | Argentina |
| Peñarol de San Juan     | Argentina |

## Palmarés
| Título            | Equipo              | País      | Año  |
| ----------------- | ------------------- | --------- | ---- |
| Copa Libertadores | Independiente       | Argentina | 1974 |
| Liga Tucumana     | Atlético Tucumán    | Argentina | 1975 |
| Liga Mendocina    | Gimnasia de Mendoza | Argentina | 1980 |
| Liga Mendocina    | Gimnasia de Mendoza | Argentina | 1981 |
| Liga Mendocina    | Gimnasia de Mendoza | Argentina | 1982 |